# Seznam veszprémských biskupů a arcibiskupů
Toto je seznam biskupů a arcibiskupů veszprémské (arci)diecéze v Maďarsku. Diecéze patří mezi nejstarší v Maďarsku, zdejší katedrálu sv. Michaela založila královna Gizela, manželka svatého Štěpána. V důsledku toho měl vesprémský biskup (latinsky Episcopus Vesprimiensis) privilegium korunovat uherské krále a královny. 

## Seznam
- Štěpán I. (1000)
- Benetha (Benedikt I) (1046)
- Bulcsu
- Ondřej (1058)
- Kosmas (1068–1091)
- Almarius (1091–1093)
- Matyáš (1113)
- Nana (1131)
- Martyrius (1135)
- Petr I. (1135–1138)
- Pavel I. (1142–1143)
- Petr II. (1156)
- Jan I. (1164)
- Benedikt II. (1171)
- Jan II. (1181–1199)
- Kalenda (Kalanda) (1199–1209)
- Robert (1209–1226)
- Bertalan (1226–1244)
- Zlaudus (1244–1262)
- Pavel Széchy (1263–1275)
- Petr III. (1275–1289) ze šlechtického rodu pánů z Gisingu
- Benedikt III. (1289–1311)
- Štěpán II. (1311–1322)
- Jindřich (1323–1333)
- Měšek Bytomský (1334–1344)
- Štěpán III. (1344–1345)
- Carceribus de Galhardus (1345–1346)
- Jan Gara (1346–1357)
- Ladislav I. (1358–1372)
- Ladislav Déméndi (1372–1377)
- Petr IV. (1377–1378)
- Benedikt Himházi (1379–1387)
- Demeter (1387–1392)
- Maternus (1392–1395)
- Michal Hédervári (1399–1402)
- Jiří I. (1403–1404)
- Jan Albeni (1407–1410)
- Alexandr (1411)
- Branda Castiglione (1412–1424) (hlavní správce)
- Petr Rozgonyi (1424–1425)
- Jan Uski (1426–1428)
- Šimon Rozgonyi (1428–1439)
- Jan De Dominis (1440)
- Matyáš Gatalóczi (1440–1457)
- Albert Vetési (1458–1486)
- Jan Vitéz (1489–1499) (před tím, sirmský biskup)
- Jiří Szakmary (Jiří Szatmári) (1499–1501)
- Gergely Frangepán (1502–1503)
- Petrovy kardinálské ostrovy (1503–1511)
- Petr Beriszló (1512–1520)
- Pavel (Pavol) Várdai (1520–1524) (též biskup jágerský)
- Tamás Zalaházi (1524–1528)
- Martin Kecset (1528–1549)
- Pavel Bornemissza (1549–1553)
- Ondřej Köves (1553–1568)
- Jan Liszti (1568–1572)
- Štěpán Fejérkövi (1572–1587)
- František Forgáč (1587–1596)
- Ondřej Monoszlóy (1596–1601)
- Alois Ujlaky (1603–1605)
- Demeter Náprágyi (1605–1606)
- Valentin Lépes (1608)
- Péter Radovics (1608)
- František Ergelics (1608–1628)
- Štěpán Sennyei (1628–1630)
- Štěpán Szentandrássy (1630)
- Dávid Pavel Felistáli (1630–1633)
- Jiří Zombori Lippay (1633–1637)
- Jiří Jakusics (1637–1642)
- Štěpán Bosnyák (1642–1644)
- Jiří Pohronci Szelepcsény (1644–1648)
- Jiří Széchenyi (1648–1658)
- Pavel Hoffmann (1658–1659)
- Štěpán Sennyei (1659–1683)
- Pavel Széchenyi (1687–1710)
- Otto Kryštof Jan de Volkra (1710–1720)
- Imrich Esterházy (1723–1725)
- Petr Ádám Acsády (1725–1744)
- Biró Martin Padányi (1745–1762)
- Ignác Koller (1762–1773)
- Bajzáth Josef Pészaki (1777–1802)
- Pál Rosos (1808–1809)
- György Kurbély (1809–1821)
- Antal Makay (1823–1825)
- Josef Kopácsy (1825–1848)
- Domonkos Zichy (1842–1849)
- János Ranolder (1849–1875)
- Zikmund Kovács (1877–1887)
- Károly Hornig (1888–1917)
- Nándor Rott (1917–1939)
- Tihamér Tóth (1939)
- Giulio Czapik (1939–1943) (též arcibiskup jágerský)
- József Mindszenty (1944–1945) (též arcibiskup ostřihomsko-budapešťský)
- Ladislao Bánáss (1946–1949)
- Bertalan Badalik, OP (1949–1965)
- Sándor Károly Klempa (1959–1972) (administrátor)
- László Lékai (1972–1974) (správce)
- László Kádár, O.Cist. (1975–1978) (též arcibiskup jágerský)
- László Paskai, OFM (1979–1982) (též koadjutor arcibiskupa kaločsko-kečkemetského)
- Josef Szendi (1983–1997) (první arcibiskup od roku 1993)
- Gyula Márfi (1997–2019)
- György Udvardy (od roku 2019)